# Cicurina jiangyongensis
Cicurina jiangyongensis là một loài nhện trong họ Dictynidae.
Loài này thuộc chi Cicurina. Cicurina jiangyongensis được miêu tả năm 1996 bởi Peng, Gong & Joo-Pil Kim.